# Veluće
Veluće (en serbe cyrillique : Велуће) est un village de Serbie situé dans la municipalité de Trstenik, district de Rasina. Au recensement de 2011, il comptait 375 habitants.
Sur le territoire du village se trouve le monastère de Veluće.

## Démographie
| 1948 | 1953 | 1961 | 1971 | 1981 | 1991 | 2002 | 2011 |
| ---- | ---- | ---- | ---- | ---- | ---- | ---- | ---- |
| 423  | 453  | 453  | 459  | 482  | 489  | 417  | 375  |

|  |